# Tomoaki Sano
Tomoaki Sano (佐野 友昭 Sano Tomoaki?,  nacido el 14 de abril de 1968 en Shizuoka) es un exfutbolista japonés. Jugaba de guardameta y su último club fue el Mito HollyHock de Japón.

## Trayectoria

### Clubes
| Club                 | País  | Año         |
| -------------------- | ----- | ----------- |
| Nagoya Grampus Eight | Japón | 1987 - 1992 |
| NKK                  | Japón | 1992        |
| Avispa Fukuoka       | Japón | 1993 - 1998 |
| Sagawa Express Tokyo | Japón | 1999        |
| Mito HollyHock       | Japón | 2000        |